# 카탈리나 사베드라
카탈리나 사베드라(Catalina Saavedra, 1968년 1월 8일 ~ )는 칠레의 배우이다.

## 출연 작품
- 리틀 화이트 라이 (2017)
- 단순한 삶 (2015)
- 더 머드 워먼 (2014)
- 더 마그네틱 트리 (2013)
- 키페의 여인들 (2013)
- Un Nuevo Baile (2010)
- 올드 캐츠 (2010)
- 댄서와 도둑 (2009)
- 하녀 (2009)
- 비밀 (2008)
- 라 비다 메 마타 (2007)
- 하녀 길들이기 (2003)